# 迈斯
迈斯（法語：Maisse，法語發音：[mɛs] ⓘ）是法国法兰西岛大区埃松省的一个市镇，属于埃夫里区。

## 地理
迈斯（48°23'41"N, 2°22'34"E）面积21.58 平方千米，位于法国法蘭西島大區埃松省，该省份为法国北部内陆省份，北起上塞纳省和马恩河谷省，西接厄尔-卢瓦省和伊夫林省，南至卢瓦雷省，东临塞纳-马恩省。
与迈斯接壤的市镇（或旧市镇、城区）包括：埃松河畔库尔迪芒什、埃松河畔布蒂尼、比诺博讷沃、埃松河畔日龙维尔、米伊拉福雷、瓦尔皮索。

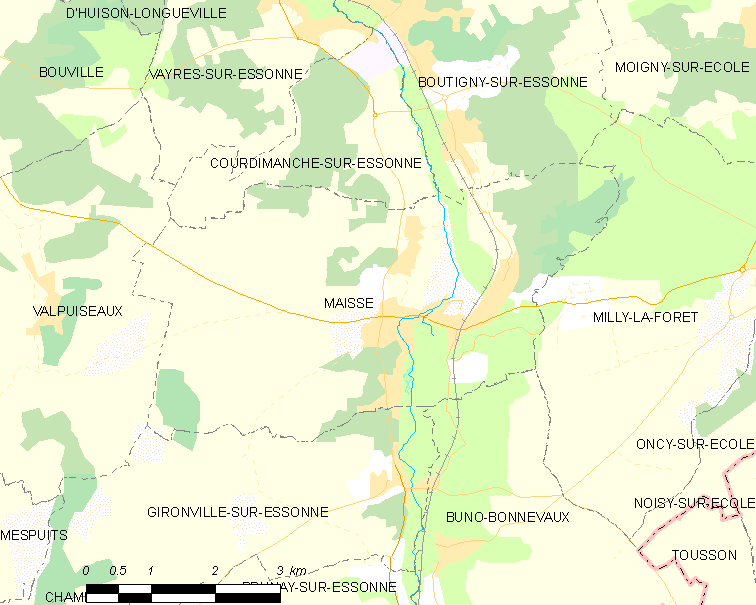
迈斯的OSM定位图

迈斯的时区为UTC+01:00、UTC+02:00（夏令时）。

## 行政
迈斯的邮政编码为91720，INSEE市镇编码为91359。

## 政治
迈斯所属的省级选区为梅讷西县。

## 人口

1962-2008年间迈斯人口变化图示

迈斯于2022年1月1日时的人口数量为2804人。